# Seututie 189
Pour les articles homonymes, voir Route 189.
La route régionale 189 (finnois : Seututie 189) ou route de Rymättylä (finnois : Rymättyläntie) est une route régionale à Naantali dans la commune de Parainen en Finlande-Propre.

## Description
La route part de Naantali sur le continent.
Elle enjambe le pont d'Ukko-Pekka, passe le tunnel de Kuparivuori, et après sa traversée de Merimasku,  elle se termine au centre de Rymättylä. 
La route régionale 189 fait partie de la route touristique de l'archipel de Turku appelée route périphérique de l'archipel.
La route commence au terminus de la route principale 40 (Armonlaaksontie)  à Naantali et se termine au point où commence la route de liaison 1890 (Rööläntie).
La route comporte un tunnel et trois ponts: le tunnel de Kuparivuori de 320 mètres, le pont de Naantalinsalmi, le pont d'Ukko-Pekka de 211 mètres destiné à la circulation douce et le pont de Särkänsalmi de 240 mètres.
La seututie 189 est la route principale de Rymättylä et Merimasku.

## Parcours
- Naantali
- Merimasku, Naantali
- Rymättylä, Naantali